# アウグスト・ドイサー
アウグスト・ドイサー（August Deusser、1870年2月15日 - 1942年10月28日）はドイツの画家である。デュッセルドルフ美術アカデミーの教授も務めた。

## 略歴
ケルンで生まれた。1892年から1897年の間、デュッセルドルフ美術アカデミーで学び、ヨハン・ペーター・テオドール・ヤンセンの修士学生だった。はじめ風俗画やシェークスピアの史劇に題材を取った歴史画を描き、1900年頃のコンペで選ばれ、クレーヴェの役場の議場に歴史画を描いた。
ドイツ印象派の画家、マックス・リーバーマンやヴィルヘルム・トリュブナーの影響を受けて、デュッセルドルフ美術アカデミー出身の画家としては、最初に印象派のスタイルに転じた画家とされる。このスタイルの変化はデュッセルドルフの批評家たちから非難され、ドイサーはデュッセルドルフからモーンハイム・アム・ラインに移った。マックス・クラーレンバッハ(Max Clarenbach)やユリウス・ブレッツ(Julius Bretz)、ヴァルター・オフェイといった画家のグループとは連絡を取り合い、彼らと「ゾンダーブント(Sonderbund)」という美術家グループを結成し、グループ展を開いた。ドイサーは軍の練兵場で研究した騎馬の絵を出展した。ゾンダーブントの展覧会は好評で、ドイサーも「デュッセルドルフ・モダニズム」の代表的な画家の一人とされた。ゾンダーブントはメンバーが増え、デュセルドルフやケルンで国際展を開いた後、1915年に解散した。ドイサーは1912年にヴィースバーデンに移り、1917年にデュセルドルフ美術アカデミーの教授に任じられ、1932年に引退した。

## 作品

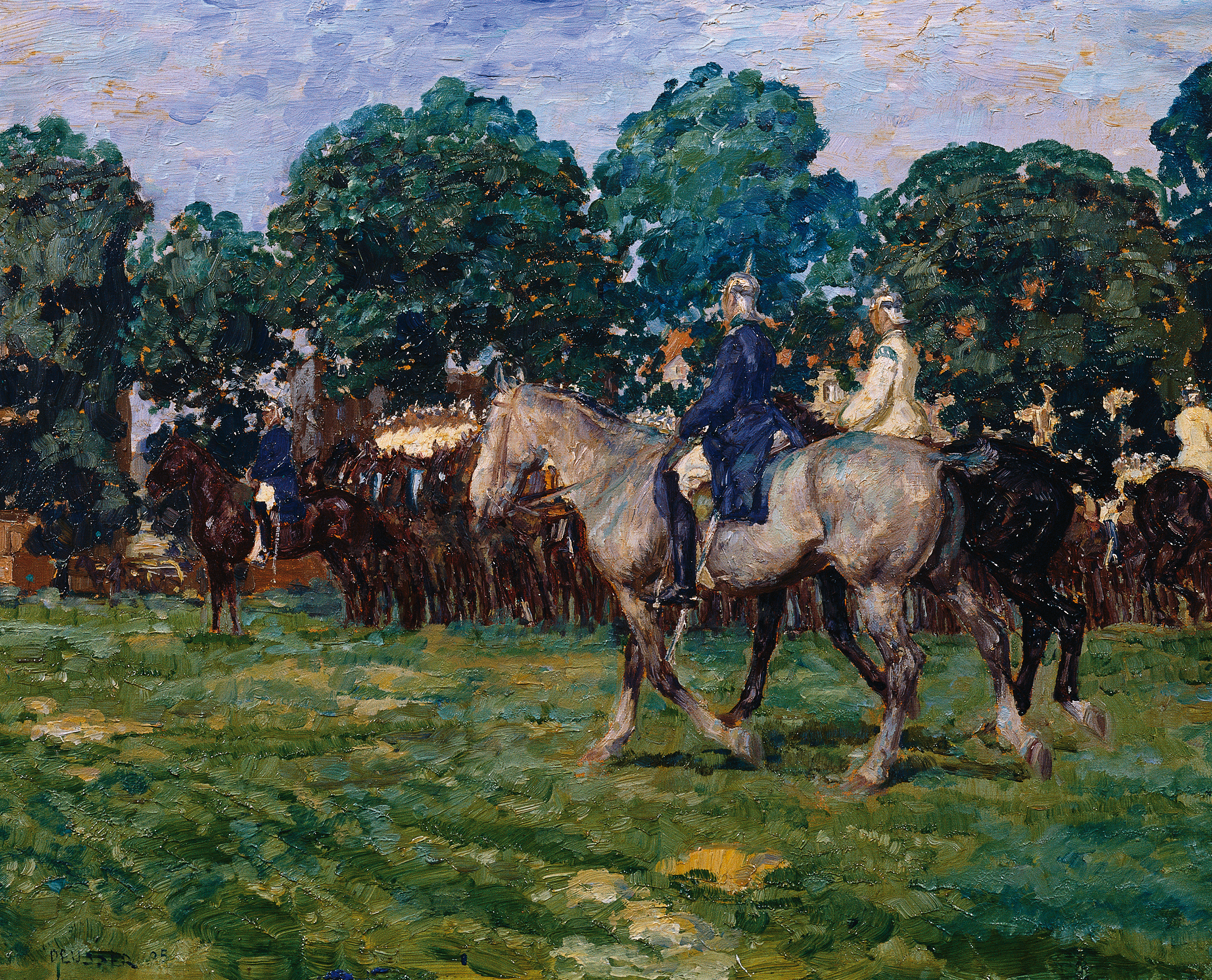
胸甲騎兵部隊(1905)
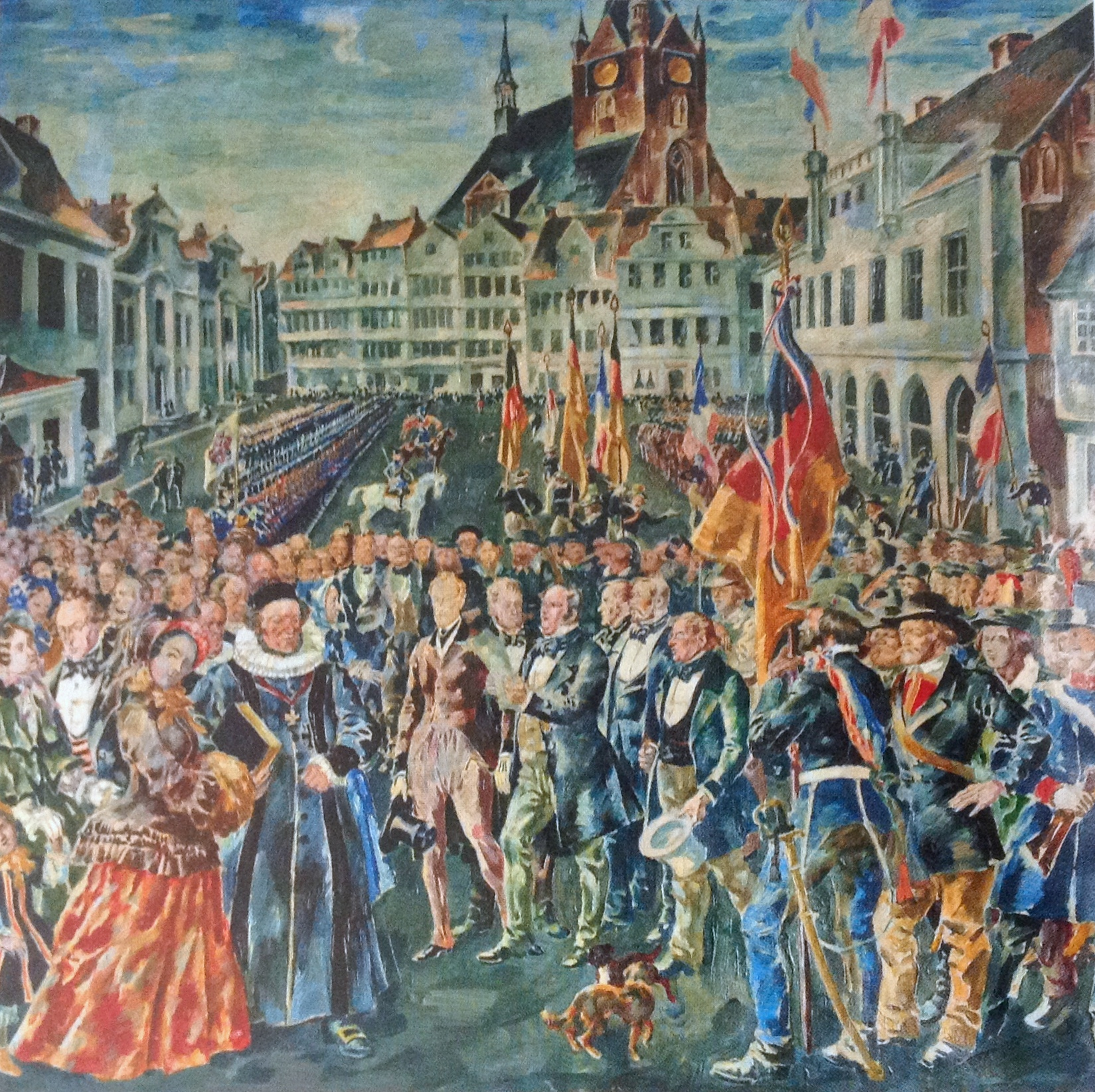
"Ausrufung der Provisorischen Regierung von Schleswig-Holstein"(1917)
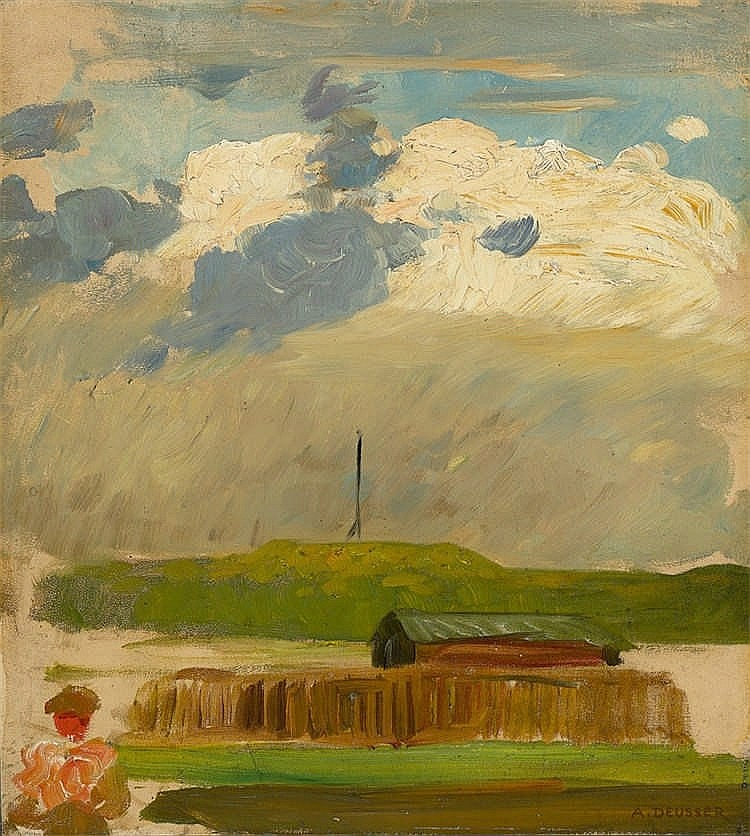
フェルトベルク (1920)
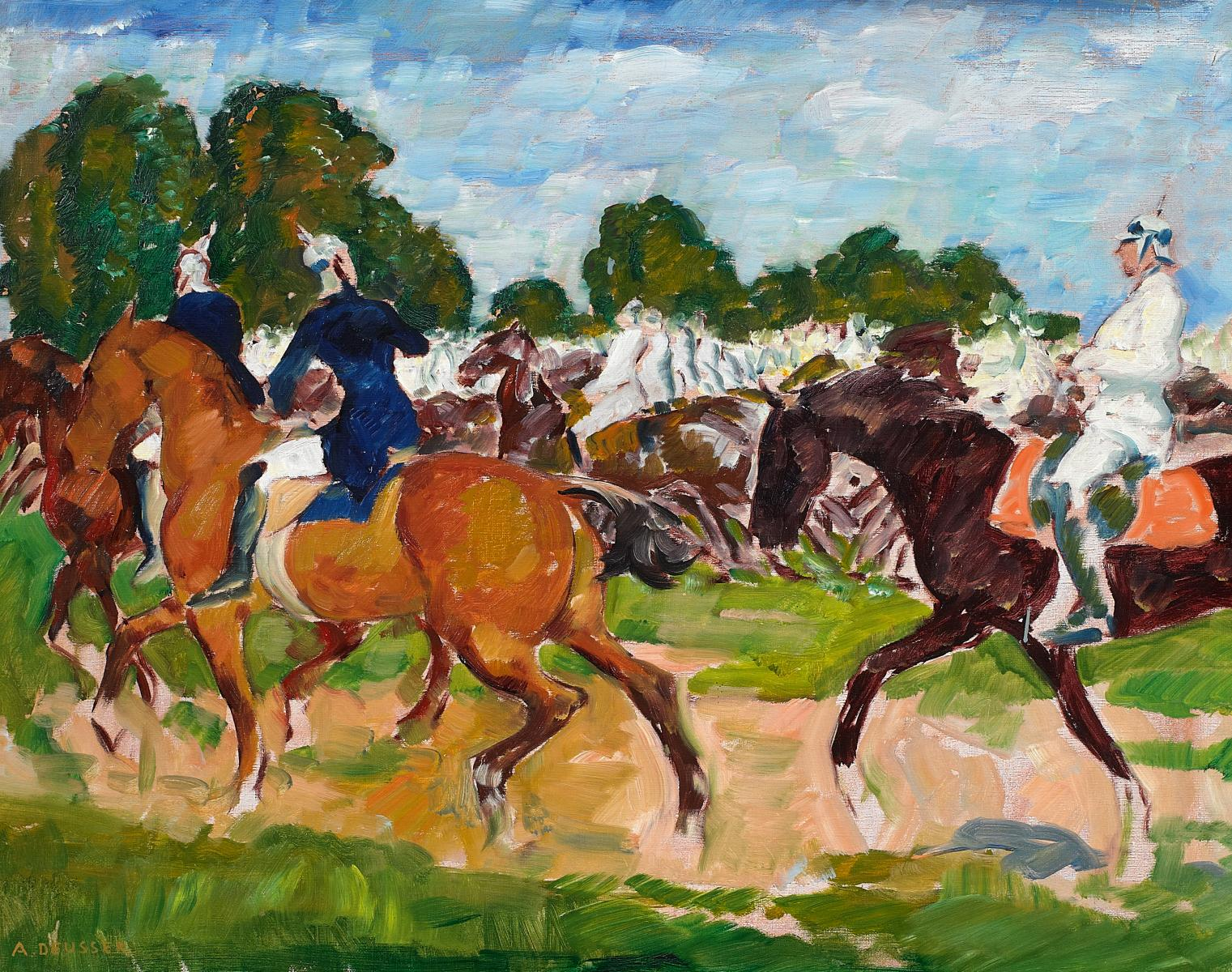
騎兵部隊(c.1920)